# Metaweinsäure
Metaweinsäure ist ein Lebensmittelzusatzstoff, der in der Europäischen Union als E 353 zugelassen ist. Sie wird hauptsächlich zur Stabilisierung von Wein eingesetzt.

## Herstellung
Beim Erhitzen von natürlicher Weinsäure kommt es zur Dehydratisierung. Dabei entsteht die polymerisierte Weinsäure, die als Metaweinsäure bekannt ist.  Für die Metaweinsäure werden verschiedene Konstitutionen wie beispielsweise als cyclisches Dimeres vom Lactid-Typ, als etherartig gebundenes Trimeres oder als oligomerer Ester angegeben.

## Eigenschaften
Die Weinsäure wird als weiß-gelbliches Pulver oder Granulat  in abfüllfertige Flaschenweine gegeben. Im Wein dient es als Stabilisator und verhindert die Kristallisation von Weinstein. Metaweinsäure kann wieder zu Weinsäure umgewandelt werden und verliert dadurch mit der Zeit ihre Wirkung.

## Verwendung

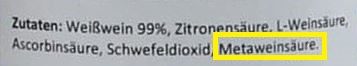
Zutatenliste eines Weins: Inhaltsstoffangabe von Metaweinsäure ohne Angabe der E-Nummer

Metasäure wird als Stabilisator und Säuerungsmittel eingesetzt. Sie wird dabei vor allem für Weine verwendet, die nicht über einen längeren Zeitraum gelagert werden sollen. Die Weinsäure darf dabei nur für die Herstellung von Schaumwein, Wein und Weinprodukten, die aus Traubenmostkonzentrat bestehen, genutzt werden.

## Rechtliche Situation
In der Europäischen Union sind die Lebensmittelzusatzstoffe gemäß des Anhangs II der Verordnung (EG) Nr. 1333/2008 (Stand August 2021) sowie in der Schweiz, gemäß der Zusatzstoffverordnung (ZuV) (Stand: Juli 2020) aufgelistet. Die Metaweinsäure ist weiterhin als Lebensmittelzusatzstoff zugelassen. Es besteht eine Höchstmengenbeschränkung von 100 Milligramm pro Liter Wein.

## Gesundheitliche Risiken
Die Metaweinsäure gilt als gesundheitlich unbedenklich, weswegen kein Wert für die erlaubte Tagesdosis festgelegt wurde.